# 中性子星

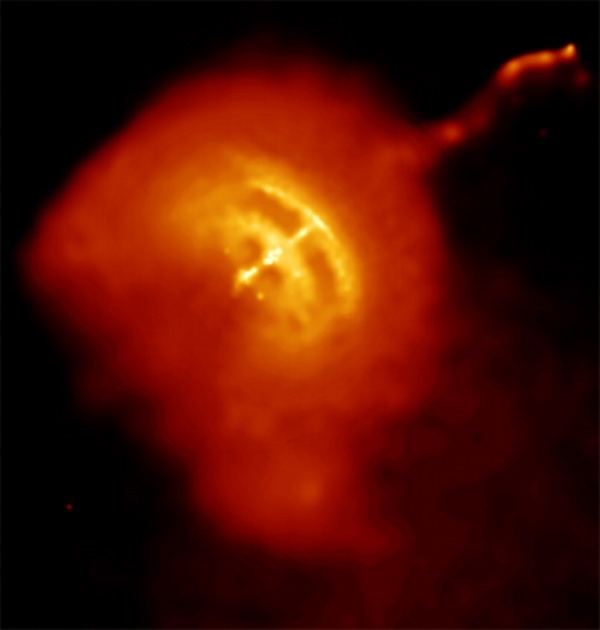
中性子星 右上方向にジェットを放出するほ座のベラ・パルサー。中性子星自体は内部に存在し、ガスに遮蔽されて見えない

中性子星（ちゅうせいしせい、英: neutron star）とは、質量の大きな恒星が進化した最晩年の天体の一種である。

## 概要
中性子星は質量が太陽程度、直径20 km程度、大気の厚さはわずか1 m程度で、中性子が主な成分の天体である。密度は太陽の1014倍以上もあるとされている。およそ109 t/cm3とその桁外れに大きい密度のため、中性子星の表面重力は地球の表面重力の2×1011倍もの大きさがあり、脱出速度は 1/3 c にも達する。中性子星は大質量の恒星の超新星爆発によってその中心核が圧縮された結果形成されるが、中性子星として存在できる質量にはトルマン・オッペンハイマー・ヴォルコフ限界と呼ばれる上限値があり、それを超えるとブラックホールとなる。上限の質量は、理論的に太陽質量の1.5倍から2.5倍の範囲にあると考えられており、2010年に約1.97倍の中性子星、2013年には約2.01倍の中性子星が確認されている。下限は太陽質量の0.1倍から0.2倍程度。
重力崩壊によって非常にコンパクトに圧縮された結果として、角運動量保存の法則によって元の恒星よりも遥かに高速で回転しており、典型的な自転周期は 30 秒から1/100秒（2 - 6000 rpm）である。中性子星に強い磁気がある場合、その磁極から電磁波が放出されるが、2つの磁極（地球でいう北磁極と南磁極）を結ぶ線が自転軸と一致していない場合、中性子星の自転により電磁波が放出する方向を変えながら放たれるパルサーとなる。中性子星自身は可視光線を発していないため、パルサーとして実在が確認された。
中性子星は、中性子のみから構成される大きな原子核と見なすことができる。原子核内部では、陽子と中性子が互いに束縛されつつも動ける状態にあるため、液体といってもそれほど間違いではない（液滴模型も参照）。中性子星のコアは、その極めて大きい密度のため超流動状態になっているとするモデルも存在する。

## 中性子星の形成
中性子星は恒星の超新星爆発によって形成される。恒星進化の最終期に中性子星が残るかどうかは恒星の質量によって決まる。（詳しくは恒星進化論を参照）
太陽質量の約0.46倍より小さい恒星は赤色矮星とも呼ばれ、温度が低いためヘリウム燃焼は発生せず、水素を燃やし尽くした後はそのままヘリウム型の白色矮星になる。
太陽質量の約0.46倍から約8倍までの恒星では、中心核で水素を燃やしつくした後でヘリウム燃焼が始まり、炭素・酸素・窒素が作られるが、それ以上の核融合反応は進まず、赤色巨星の段階を経て白色矮星となる。
太陽質量の8〜10倍の質量を持つ恒星では炭素・酸素からなる中心核でさらに核融合反応が起こり、酸素やネオン・マグネシウムからなる核が作られる。この段階の中心核では電子の縮退圧が重力と拮抗するようになり、この中心核の周囲の球殻状の部分で炭素の核融合が進むという構造になる。中心核を取り巻く部分で起こる核反応生成物によって次第に中心核の質量が増えていくが、やがて中心核を構成する原子内で、陽子が電子捕獲により中性子に変わった方が熱力学的に安定となる。これによって中心核は中性子が過剰な原子核で埋め尽くされるようになり、一方で電子捕獲によって減った電子の縮退圧が弱まるため、重力を支えられなくなって星全体が急激な収縮を始める。中心核の収縮は、密度が十分大きくなって中性子の縮退圧と重力が拮抗すると急停止する。これより上の層は中心核によって激しく跳ね返されて衝撃波が発生し、一気に吹き飛ばされる。この段階を超新星爆発と呼ぶ。爆発の後には中性子からなる高密度の核が残り、これが中性子星となる。
太陽質量の10倍以上の大質量星ではもともと密度が大きくないために、中心核が途中で縮退することなく、次々に元素が核融合反応してはさらに重い元素が作られ、最終的に鉄の中心核が作られる段階まで核反応が進む。鉄原子は原子核の結合エネルギーが最も大きいためにこれ以上の核融合は起こらず、熱源がなくなるために鉄でできた中心核は重力収縮しながら断熱圧縮により温度を上げていく。温度が約1.00×1010度に達すると鉄が光子を吸収し、ヘリウムと中性子に分解する鉄の光分解という吸熱反応が起きて急激に圧力を失う。これによって重力を支えられなくなり、星全体が重力崩壊で潰れて超新星爆発を起こす。爆発の後には爆縮された芯が残る。残った芯の質量が太陽の2-3倍程度なら中性子星として残るが、それ以上ならば重力崩壊が止まることなくブラックホールになる。超新星爆発の前段階でどういった条件ならばどのくらいの芯の質量が残り、その結果中性子星になるか、あるいはブラックホールになるかといった精密な条件は現在ではあまりはっきりしないが、太陽質量の30倍以上の恒星はほぼブラックホールになると考えられている。
白色矮星同士からなる連星が衝突合体することによってチャンドラセカール限界を上回り、最終的に中性子星が作られるという過程についても議論されている。
さらに最近では、クォークで出来た中性子星より密度の高いクォーク星が提案されている。その候補となる星（みなみのかんむり座のRX J1856.5-3754）も発見されたが、後に観測データから諸元が見直され、中性子星として矛盾はなくなっている。

## 中性子星の構造・性質
中性子星の表面は通常の原子核や電子からなる。この中性子星の大気は厚さが約1mほどで、その下には固体の「地殻」がある。さらに内部には中性子過剰核と呼ばれる非常に中性子の多い原子核でできた層がある。このような原子核は地球上では非常に短時間で崩壊してしまうが、中性子星内部では非常に圧力が高いために安定して存在できる。さらに内部へ進むと、原子核から中性子が外へ漏れ出す「中性子ドリップ」と呼ばれる現象が見られるようになる。この領域には原子核と自由電子と自由中性子が存在する。さらに内部に進むにつれて原子核が融けあって一様な物質（中性子と少量の陽子、電子からなる）の超流動相となる。中心部のコアと呼ばれる高密度の領域の構造はよく分かっていないが、核子と電子だけでなくπ中間子やK中間子といった中間子の凝縮や、核子以外のバリオンであるハイペロンが現れ、最も中心部の超高密度領域ではクォークからなる超流動体で構成されているという説もある。

### 内核(inner core)
数kmほどの厚さで、構成するものに対してはそれぞれの仮説により異なる。
- ハイペロン
- π中間子縮退
- K中間子縮退
- クォーク物質への相転移

ρ0 = 2.8×1017 kg·m−3 を標準原子核密度とすると密度は 2ρ0 より大きく、中心部は 10〜15  ρ0 の密度に達する。

### 外核(outer core)
密度はおよそ 0.5〜2  ρ0 であり数kmの厚さである。ほとんどが中性子で数パーセントの陽子、電子、ミューオンが含まれている。これらは強く縮退している。

### 地殻(inner crust)
およそ 1 km の厚さ。密度は 0.5ρ0 より小さい。電子と自由中性子、中性子過剰核からなる。

### 表面(outer crust)
大気の下にある層でおよそ数百メートルの厚さである。イオンと電子からなる。

### 大気
薄いプラズマ層である。厚さは 1 m 程である。

## 中性子星の発見
1933年、フリッツ・ツビッキーとウォルター・バーデが中性子星のモデルを初めて提唱した。1967年アントニー・ヒューイッシュとジョスリン・ベル・バーネルが、パルサーとして中性子星を発見した。

## 中性子星を扱ったSF作品
- 『竜の卵』（ロバート・L・フォワード）
- 『スタークェイク』（ロバート・L・フォワード）
- 『フラックス』（スティーヴン・バクスター）
- 「中性子星」（ラリー・ニーヴン、『中性子星』に収録）
- 「中性子星」（アーサー・C・クラーク、『太陽からの風』に収録）
- 『啓示空間』（アレステア・レナルズ）